# حمزة الغطاس
حمزة الغطاس لاعب كرة قدم مغربي من مواليد 8 أبريل 1994 بالقنيطرة. يشغل مركز مهاجم بنادي اتحاد طنجة.

## مسيرته
بدأ الغطاس مسيرته مع النادي القنيطري، لعب له 43 مباراة، وسجل هدفين.

## روابط خارجية
- حمزة الغطاس على موقع قاعدة بيانات كرة القدم.إي يو (الإنجليزية)